# Siegfried Frank
Siegfried Frank (* 19. Juli 1951) ist ein ehemaliger deutscher Fußballspieler. 

## Laufbahn
Frank absolvierte in der Saison 1969/70 vier Spiele in der Fußball-Bundesliga für Alemannia Aachen. Sein Debüt gab er am 24. Spieltag gegen den Hamburger SV, als er in der 24. Minute eingewechselt wurde. Der HSV gewann 2:0. Die Spielzeit war für Frank und Aachen nicht von Erfolg geprägt, bei seinen vier Einsätzen konnte Frank lediglich einen Punkt holen. Aachen belegte den letzten Tabellenplatz und stieg ab. Später spielte Frank für den BV Opladen und ab 1973 für den OSC Solingen beziehungsweise die SG Union Solingen. Für den OSC Solingen kam er in der Saison 1973/74 in der Regionalliga West zu 30 Spielen, in denen er 4 Tore schoss.  Der OSC Solingen  konnte sich 1974 nicht für die 2. Bundesliga qualifizieren und stieg in die Verbandsliga Mittelrhein ab. Dort fusionierte der OSC mit dem VfL Solingen-Wald zu der SG Union Solingen. Frank spielte noch bis 1976 in Solingen für Union, wurde aber nach deren Aufstieg 1975 in der 2. Bundesliga Nord nicht mehr eingesetzt.